# 스테파니 무어
스테퍼니 무어(Stephanie Moore, 1970년 7월 14일 ~ )는 캐나다의 배우이다.
오타와에서 태어났다.

## 영화
- 레이버 로스 (2010년)
- 큐브 제로 (2004년) - 레인스 역
- 벅스 (2003년)
- 존 큐 (2002년)
- 네 이웃의 아내를 탐하지 말라 2 (2001년)
- 이브는 대단해 (2000년)
- 퀴어 애즈 포크 (2000년)